# Simone Fraccaro
Simone Fraccaro (* 1. Januar 1952 in Orsago) ist ein ehemaliger italienischer Radrennfahrer und nationaler Meister im Radsport.

## Sportliche Laufbahn
Fraccaro war Bahnradsportler und im Straßenradsport aktiv. 1974 wurde er Berufsfahrer im Radsportteam Filcas und blieb bis 1984 als Radprofi aktiv. Im Giro d’Italia gelang ihm 1976 und 1977 jeweils ein Etappensieg. 1976 war er mit seiner Mannschaft Jollj Ceramica in der Chronstaffetta erfolgreich.
1977 siegte er in der Nordwestschweizer Rundfahrt. Das Eintagesrennen um den Großen Preis des Kantons Aargau gewann er 1978. 1983 holte er einen Etappensieg in der Norwegen-Rundfahrt. 1974 wurde er Dritter im Etappenrennen Tirreno–Adriatico und 1980 Dritter im Giro della Provincia di Reggio Calabria.
Im Bahnradsport gewann er 1977 und 1978 die nationale Meisterschaft in der Einerverfolgung. 1974 und 1976 wurde er jeweils Vize-Meister hinter Luciano Borgognoni, 1979 hinter Roberto Visentini.

## Grand Tours
In den Grand Tours war der 11. Platz im Giro 1977 sein bestes Gesamtergebnis.
| Grand Tour            | 1974 | 1975 | 1976 | 1977 | 1978 | 1979 | 1980 | 1981 | 1982 | 1983 | 1984 |
| --------------------- | ---- | ---- | ---- | ---- | ---- | ---- | ---- | ---- | ---- | ---- | ---- |
| Vuelta a EspañaVuelta | –    | –    | –    | –    | –    | –    | –    | –    | –    | –    | –    |
| Giro d’ItaliaGiro     | 49   | 32   | 33   | 11   | 23   | 20   | 37   | 52   | 65   | DNF  | –    |
| Tour de FranceTour    | –    | 35   | DNF  | –    | –    | –    | –    | –    | –    | –    | DNF  |

## Berufliches
1987 und 1988 war er als Sportlicher Leiter im Team Pepsi Cola-Alba Cucine tätig.